# Forteresse du roi Philippe
 (avril 2025).
La forteresse du roi Philippe est un édifice militaire de style Vauban construit au XVIIIe siècle dans la baie de Callao au Pérou durant les mandats des vice-rois José Antonio Manso de Velasco et Manuel de Amat y Junient (en) pour défendre le port contre les attaques des pirates et des corsaires.